# Witkowo Pierwsze

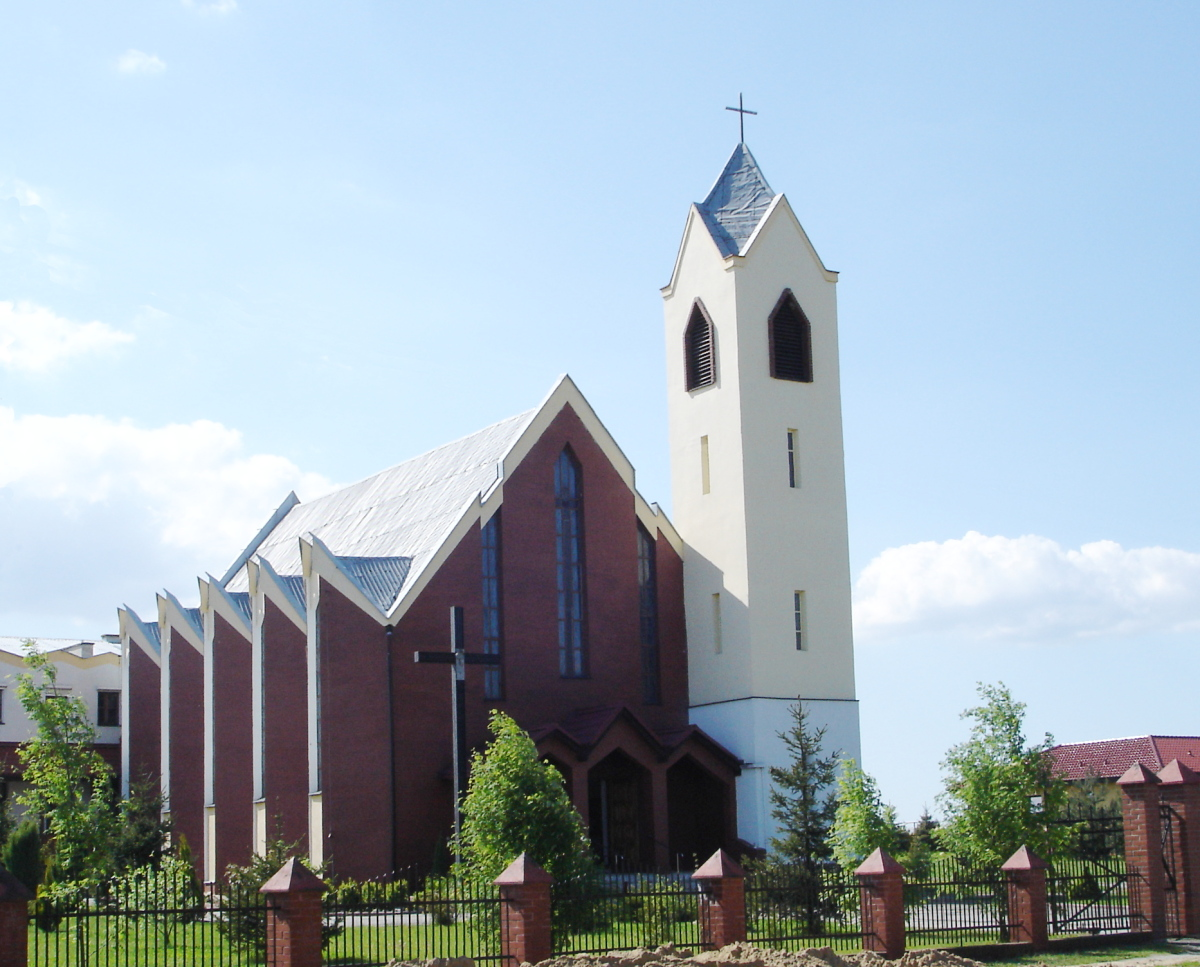
Kirche in Witkowo I

Witkowo Pierwsze (deutsch Wittichow (I)) ist eine Siedlung im Powiat Stargardzki (Stargarder Kreis) der polnischen Woiwodschaft  Westpommern. Die Siedlung gehört zur Gemeinde Stargard.
Das Dorf liegt etwa vier Kilometer südlich der Stadt Stargard (Stargard i. Pom.). Im Jahr 2012 hatte es 454 Einwohner.